# Baixo Guandu
Baixo Guandu é um município brasileiro no estado do Espírito Santo, Região Sudeste do país. Localiza-se no noroeste capixaba e está situado a cerca de 180 km da capital do estado. Ocupa uma área de 917 km², sendo que 7 km² estão em perímetro urbano, e sua população em 2022 era de 30 674 habitantes.
A cidade se encontra nas margens da foz do rio Guandu no rio Doce. A sede tem uma temperatura média anual de 25 °C e na vegetação original do município predomina a Mata Atlântica. Com 77% da população vivendo na zona urbana, a cidade contava, em 2009, com 20 estabelecimentos de saúde. O seu Índice de Desenvolvimento Humano (IDH) é de 0,702, considerando-se como alto em relação ao estado.
A região começou a ser desbravada no final do século XVIII, porém foi somente na segunda metade do século XIX que ocorreu de fato o povoamento do lugar, em decorrência dos constantes conflitos com os índios botocudos. Na década de 1870, sob incentivo de José Vieira de Carvalho, vieram para as terras guanduenses fluminenses do município de Cantagalo, que fundaram colônias onde cultivavam cereais, cana de açúcar e o café. Pouco tempo depois vieram imigrantes, em sua maioria italianos, que também colaboraram no desenvolvimento das culturas agrícolas. Em decorrência do crescimento econômico e social, em 1915 foi criado o distrito de Baixo Guandu, subordinado a Colatina, que veio a ser emancipado em 1935.
Baixo Guandu tem o comércio e a mineração de pedras ornamentais como principais fontes de renda. Anualmente é palco de eventos com relevância regional, tais como o aniversário do município, a Festa de São Pedro e a ExpoGuandu, sendo que as cachoeiras, situadas na zona rural, e as pedras e montanhas, propícias a escaladas e saltos, são seus principais atrativos turísticos.

## História

### Origens e pioneirismo
A colonização da região do atual município de Baixo Guandu teve início entre o final do século XVIII e começo do século XIX, período marcado pelas bandeiras que adentravam o interior brasileiro. O lugar era um importante ponto de parada para os bandeirantes, oferecendo ótimos resultados de caça e, no leito do rio Doce, pescado e água. Conflitos entre os viajantes (muitos oriundos do Rio de Janeiro) e os índios botocudos, habitantes originais da região, eram constantes e para evitá-los criaram-se, no ano de 1800, os chamados "quartéis". Foram estes conflitos que fizeram com que fracassassem todas as tentativas governamentais de povoamento até meados da década de 1860.
Em 1859, criou-se a mando de Dom Pedro II o chamado Aldeamento do Mutum, situado na foz do rio Mutum Preto, cujo objetivo era catequizar os indígenas, que pouco tempo mais tarde foi desativado devido à precariedade e a ataques dos próprios índios. Apesar disso, aos poucos os nativos passaram a se familiarizar com a civilização.
Na década de 1870 o lugar passou a ser ocupado por fluminenses de Cantagalo sob incentivo de José Vieira de Carvalho, que apostava nas riquezas naturais da região do rio Doce e necessitava de terras novas onde aplicar sua atividade. Os fluminenses foram responsáveis pela criação de diversas colônias, onde floresciam culturas de cereais, cana de açúcar e, nas terras mais altas, o café. Outro fator que favoreceu o desenvolvimento do lugar foi o fato de estar localizado no meio de uma das principais vias (por terra e por rio) que ligava o interior mineiro aos portos do litoral capixaba, sendo que em 1907 chega à localidade os trilhos da Estrada de Ferro Vitória a Minas (EFVM). Também nesta época chegam os primeiros imigrantes, a grande maioria italianos. O chamado Núcleo Colonial "Afonso Pena" foi repartido em lotes que foram vendidos aos italianos, franceses e espanhóis.

### Formação administrativa

Embarque e desembarque de passageiros na estação ferroviária de Baixo Guandu: a EFVM chegou ao atual município na década de 1910.

Dado o crescimento populacional e econômico constante da localidade, foi criado, pela lei estadual nº 1.045, de 9 de dezembro de 1915, o distrito de Baixo Guandu, subordinado ao município de Colatina. O distrito foi elevado à categoria de município pela lei estadual
nº 6.152, de 10 de abril de 1935, sendo oficialmente instalado em 8 de junho do mesmo ano. Desde a criação do distrito muitos movimentos separatistas atuaram em prol da elevação de Baixo Guandu à categoria de cidade.
Quando emancipado Baixo Guandu era composto apenas pelo distrito-sede. Os primeiros distritos a fazerem parte do município foram Ibituba (antigo Afonso Pena) e Quilômetro 14 do Mutum (também conhecido por Mascarenhas, seu nome original), adquiridos do território de Colatina pelo decreto lei estadual nº 9.222, de 31 de março de 1938. Pela lei estadual nº 752, de 30 de novembro de 1953, criou-se o distrito de Alto Mutum Preto, com território desmembrado do distrito de Quilômetro 14 do Mutum, e mediante a lei estadual nº 19.52, de 13 de janeiro de 1964, foi criado o distrito de Vila Nova do Bananal. A partir de então restaram cinco distritos, sendo eles Alto Mutum Preto, Ibituba, Quilômetro 14 do Mutum e Vila Nova do Bananal, além do distrito-sede.

### Após a emancipação

Praça São Pedro em 2016

Baixo Guandu foi a primeira cidade brasileira a receber água tratada com flúor em 1953, com o intuito de diminuir a incidência de cáries, principalmente entre as crianças. O benefício foi alcançado pela administração guanduense que tentava alcançar o feito desde a década de 1940, quando foi iniciado o tratamento de água potável no Espírito Santo por meio do Serviço Especial de Saúde Pública.
Desde 1926 Baixo Guandu possuía uma usina hidrelétrica, a Usina Hidrelétrica Von Luztow, construída por Belarmino Pinto. Esta foi expandida na década de 50, cujas obras foram executadas pela Lutzow S.A.; concluídas com auxílio da Cia. Vale do Rio Doce (atual Vale S.A.) após uma crise. Com a expansão, a UHE passou a alimentar, além de Baixo Guandu, o município de Resplendor.
Baixo Guandu contou com dois marcos culturais em sua história. O Cine Alba foi construído pelas famílias Holz e Kunkel e inaugurado em 1954, sendo então considerado a melhor casa do gênero no estado; havia 800 cadeiras estofadas com modernos sistemas de som, iluminação e ventilação. Além das atrações cinematográficas, também era um dos principais palcos de shows com artistas regionais ou nacionalmente conhecidos, porém veio a ser fechado na década de 1990. O outro marco continua em funcionamento e é o Canaã Social Clube, inaugurado em 10 de abril de 1953. Inicialmente era frequentado exclusivamente pela elite social, porém com o passar do tempo se tornou uma das principais áreas de recreação, integração e lazer do município. Em 2000 passou por reformas e ampliações, porém mantendo sua arquitetura e modelo original.

## Geografia

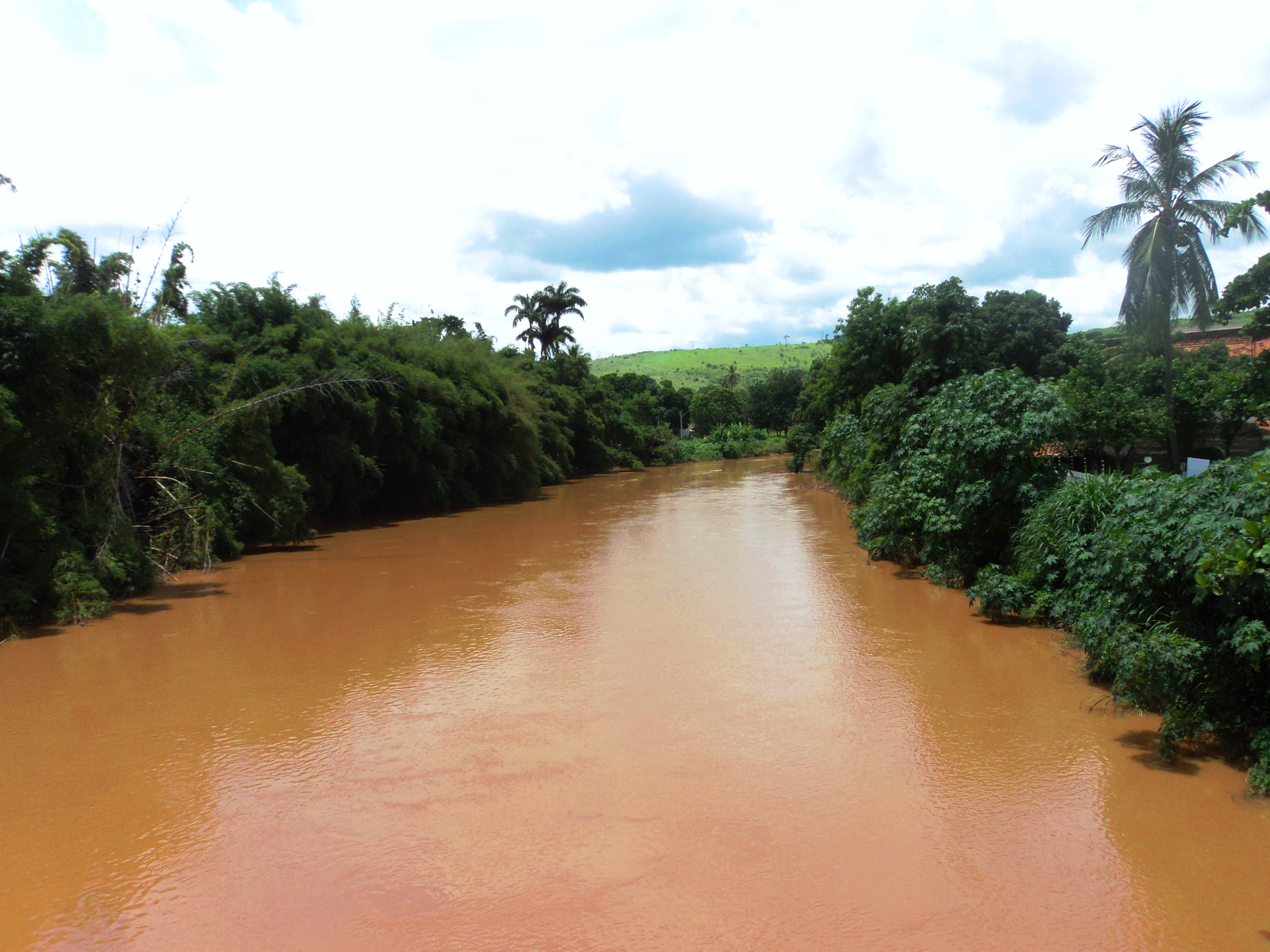
Rio Guandu em Baixo Guandu

A área do município, segundo o Instituto Brasileiro de Geografia e Estatística (IBGE), é de 916,931 km², sendo que 6,9 km² constituem a zona urbana. Situa-se a 19°31'07" de latitude sul e 41°57'00" de longitude oeste e está a uma distância de 186 quilômetros a oeste da Vitória. Seus municípios limítrofes são Pancas, a norte; Resplendor, a noroeste; Aimorés e Itueta, a oeste; Laranja da Terra, a sul; e Colatina e Itaguaçu, a leste.
De acordo com a divisão regional vigente desde 2017, instituída pelo IBGE, o município pertence às Regiões Geográficas Intermediária e Imediata de Colatina. Até então, com a vigência das divisões em microrregiões e mesorregiões, fazia parte da microrregião de Colatina, que por sua vez estava incluída na mesorregião do Noroeste Espírito-Santense.

### Relevo e hidrografia
O relevo do município de Baixo Guandu é predominantemente ondulado. Aproximadamente 50 % do território guanduense é coberto por áreas onduladas, 33 % são mares de morros ou montanhas, 12 % são terras planas e 5 % zonas escarpadas. A altitude máxima chega aos 900 metros, enquanto que a altitude da sede é de 77 metros. O solo é do tipo latossolo vermelho-amarelo, distrófico, com fertilidade média e acidez moderada, sendo o pH em torno de 5.
Influenciado pelas condições geológicas, geomorfológicas e pedológicas, o município conta com uma considerável variedade de rios e riachos de pequeno ou médio porte, com leitos bem encaixados e muitos nascendo dentro do próprio território. Grande parte desses mananciais menores são importantes para a agricultura, uma vez que as águas são usadas para irrigação. Porém alguns deles estão sujeitos à diminuição da capacidade em decorrência de períodos de estiagem prolongados. Os principais cursos d’água que compõem a rede de drenagem guanduense são os rios Doce, Guandu, Laje e Mutum.

### Clima
| Maiores acumulados de chuva em 24 horas registrados em Baixo Guandu por meses (Estação Baixo Guandu, 1941–2022) | Maiores acumulados de chuva em 24 horas registrados em Baixo Guandu por meses (Estação Baixo Guandu, 1941–2022) | Maiores acumulados de chuva em 24 horas registrados em Baixo Guandu por meses (Estação Baixo Guandu, 1941–2022) | Maiores acumulados de chuva em 24 horas registrados em Baixo Guandu por meses (Estação Baixo Guandu, 1941–2022) | Maiores acumulados de chuva em 24 horas registrados em Baixo Guandu por meses (Estação Baixo Guandu, 1941–2022) | Maiores acumulados de chuva em 24 horas registrados em Baixo Guandu por meses (Estação Baixo Guandu, 1941–2022) |
| Mês | Acumulado | Data | Mês | Acumulado | Data |
| --- | --- | --- | --- | --- | --- |
| Janeiro | 96,2 mm | 03/01/1962 | Julho | 56,6 mm | 19/07/1941 |
| Fevereiro | 117,8 mm | 03/02/2002 | Agosto | 57 mm | 30/08/1990 |
| Março | 100 mm | 27/03/2009 | Setembro | 51 mm | 29/09/1946 |
| Abril | 136,6 mm | 14/04/1980 | Outubro | 96 mm | 14/10/1973 |
| Maio | 64,7 mm | 26/05/1956 | Novembro | 105,7 mm | 02/11/2010 |
| Junho | 83,2 mm | 04/06/2013 | Dezembro | 133,3 mm | 24/12/2013 |
| Fonte: Agência Nacional de Águas e Saneamento Básico (ANA).                                                     | | | | | |

O clima guanduense é caracterizado, segundo o IBGE, como tropical quente semiúmido (tipo Aw segundo Köppen), com diminuição de chuvas no inverno e temperatura média anual em torno dos 25 °C, tendo invernos amenos e verões úmidos com temperaturas altas. O mês mais quente, fevereiro, tem temperatura média de 28 °C, enquanto que o mês mais frio, julho, possui média de 22 °C. Outono e primavera são estações de transição. O índice pluviométrico anual é de aproximadamente 900 mm, sendo julho o mês mais seco e dezembro o mais chuvoso.
Apesar das temperaturas elevadas na maior parte do ano, as mínimas nos dias mais frios podem atingir marcas próximas ou mesmo abaixo dos 10 °C de forma pontual. Em localidades rurais, como Alto Mutum Preto, Mutum Claro e Alto Lage, podem até mesmo chegar aos 5 °C em eventos pontuais. As precipitações caem principalmente sob a forma de chuva e, esporadicamente, de granizo, com registro desse fenômeno nos dias 20 de outubro de 2014 e 4 de outubro de 2022, provocando danos em casas e estabelecimentos e falta de energia elétrica.
Na década de 2010, a cidade enfrentou extremos climáticos envolvendo tempestades severas e seca. Durante o ano de 2013, choveram 1 478 mm em Baixo Guandu segundo uma medição do Instituto Capixaba de Pesquisa, Assistência Técnica e Extensão Rural (Incaper). Em dezembro daquele ano, a cidade foi atingida por enchentes de grandes proporções provocadas pelas chuvas intensas e contínuas, ocasionando mortes e prejuízos econômicos. Contudo, de 2014 a 2019, o município foi afetado por uma sequência de anos seguidos de chuvas irregulares, prejudicando principalmente a agricultura e a pecuária. Durante esse período foi observado um déficit de chuvas de 1 200 mm.
De acordo com a Companhia de Pesquisa de Recursos Minerais (CPRM), com dados coletados na estação pluviométrica Baixo Guandu de 1941 a 2022, o maior acumulado de chuva registrado em 24 horas foi de 136,6 mm no dia 14 de abril de 1980. Outros grandes acumulados foram de 133,3 mm em 24 de dezembro de 2013, 117,8 mm em 3 de fevereiro de 2002 e 111,4 mm em 3 de fevereiro de 1980. Na estação Ibituba, que entrou em operação em 1967, o maior acumulado foi de 107,4 mm em 25 de outubro de 1990. Segundo o Instituto Nacional de Pesquisas Espaciais (INPE), Baixo Guandu é o 57º colocado no ranking de ocorrências de descargas elétricas no estado do Espírito Santo, com uma média anual de 1,5301 raios por quilômetro quadrado.
| Dados climatológicos para Baixo Guandu | Dados climatológicos para Baixo Guandu | Dados climatológicos para Baixo Guandu | Dados climatológicos para Baixo Guandu | Dados climatológicos para Baixo Guandu | Dados climatológicos para Baixo Guandu | Dados climatológicos para Baixo Guandu | Dados climatológicos para Baixo Guandu | Dados climatológicos para Baixo Guandu | Dados climatológicos para Baixo Guandu | Dados climatológicos para Baixo Guandu | Dados climatológicos para Baixo Guandu | Dados climatológicos para Baixo Guandu | Dados climatológicos para Baixo Guandu |
| Mês | Jan                                    | Fev                                    | Mar                                    | Abr                                    | Mai                                    | Jun                                    | Jul                                    | Ago                                    | Set                                    | Out                                    | Nov                                    | Dez                                    | Ano                                    |
| --- | -------------------------------------- | -------------------------------------- | -------------------------------------- | -------------------------------------- | -------------------------------------- | -------------------------------------- | -------------------------------------- | -------------------------------------- | -------------------------------------- | -------------------------------------- | -------------------------------------- | -------------------------------------- | -------------------------------------- |
| Temperatura máxima média (°C) | 33,6                                   | 34,5                                   | 33,6                                   | 32,2                                   | 30,4                                   | 29,3                                   | 29                                     | 29,8                                   | 30,2                                   | 31,4                                   | 31,7                                   | 32,5                                   | 31,5                                   |
| Temperatura média (°C) | 27,1                                   | 27,6                                   | 27,1                                   | 25,8                                   | 23,7                                   | 22,5                                   | 22,2                                   | 23                                     | 23,8                                   | 25,1                                   | 25,5                                   | 26,5                                   | 25                                     |
| Temperatura mínima média (°C) | 21,8                                   | 22                                     | 22,1                                   | 21                                     | 18,6                                   | 17,2                                   | 16,8                                   | 17,1                                   | 18,7                                   | 20,3                                   | 21                                     | 21,5                                   | 19,8                                   |
| Precipitação (mm) | 141,8                                  | 72,1                                   | 98,6                                   | 45,5                                   | 33,1                                   | 13,4                                   | 10,9                                   | 16,6                                   | 24,4                                   | 75,4                                   | 162,8                                  | 203,8                                  | 898,4                                  |
| Umidade relativa (%) | 73                                     | 71                                     | 74                                     | 74                                     | 71                                     | 73                                     | 70                                     | 67                                     | 64                                     | 65                                     | 72                                     | 75                                     | 71                                     |
| Fonte: Instituto Capixaba de Pesquisa, Assistência Técnica e Extensão Rural (Incaper): temperaturas e precipitação; Climate-Data.org: umidade relativa |                                        |                                        |                                        |                                        |                                        |                                        |                                        |                                        |                                        |                                        |                                        |                                        |                                        |

### Ecologia e meio ambiente
A vegetação original do território do município é a Mata Atlântica em transição com cerrado. No entanto, a região de Baixo Guandu vem observando, há décadas, profundas transformações ambientais oriundas, principalmente, de um intenso processo de atividades extrativas minerais e do desmatamento objetivando a expansão agropecuária. Isso gerou e segue favorecendo uma grande mudança paisagística, reduzindo áreas verdes de vegetação nativa em pequenos fragmentos em meio a áreas abertas de pastagem. A grande maioria dessas áreas fragmentadas encontra-se protegida por meio de unidades de conservação públicas ou particulares, por intermédio de regras exigidas pelo poder público quanto ao licenciamento ambiental. Também foram criados programas de reflorestamento e houve a elaboração de cinturões verdes.

## Demografia
Em 2022, a população foi estimada em 30 674 habitantes pelo censo daquele ano, realizado pelo Instituto Brasileiro de Geografia e Estatística (IBGE). Em 2010, a população era de 29 081 habitantes. Segundo o censo de 2010, 14 220 habitantes eram homens e 14 861 habitantes mulheres. Ainda segundo o mesmo censo, 10 779 habitantes viviam na zona urbana e 3 441 na zona rural. Da população total, 6 738 habitantes (23,17%) tinham menos de 15 anos de idade, 19 486 habitantes (67,01%) tinham de 15 a 64 anos e 2 857 pessoas (9,82%) possuíam mais de 65 anos, sendo que a esperança de vida ao nascer era de 73,7 anos e a taxa de fecundidade total por mulher era de 1,9.

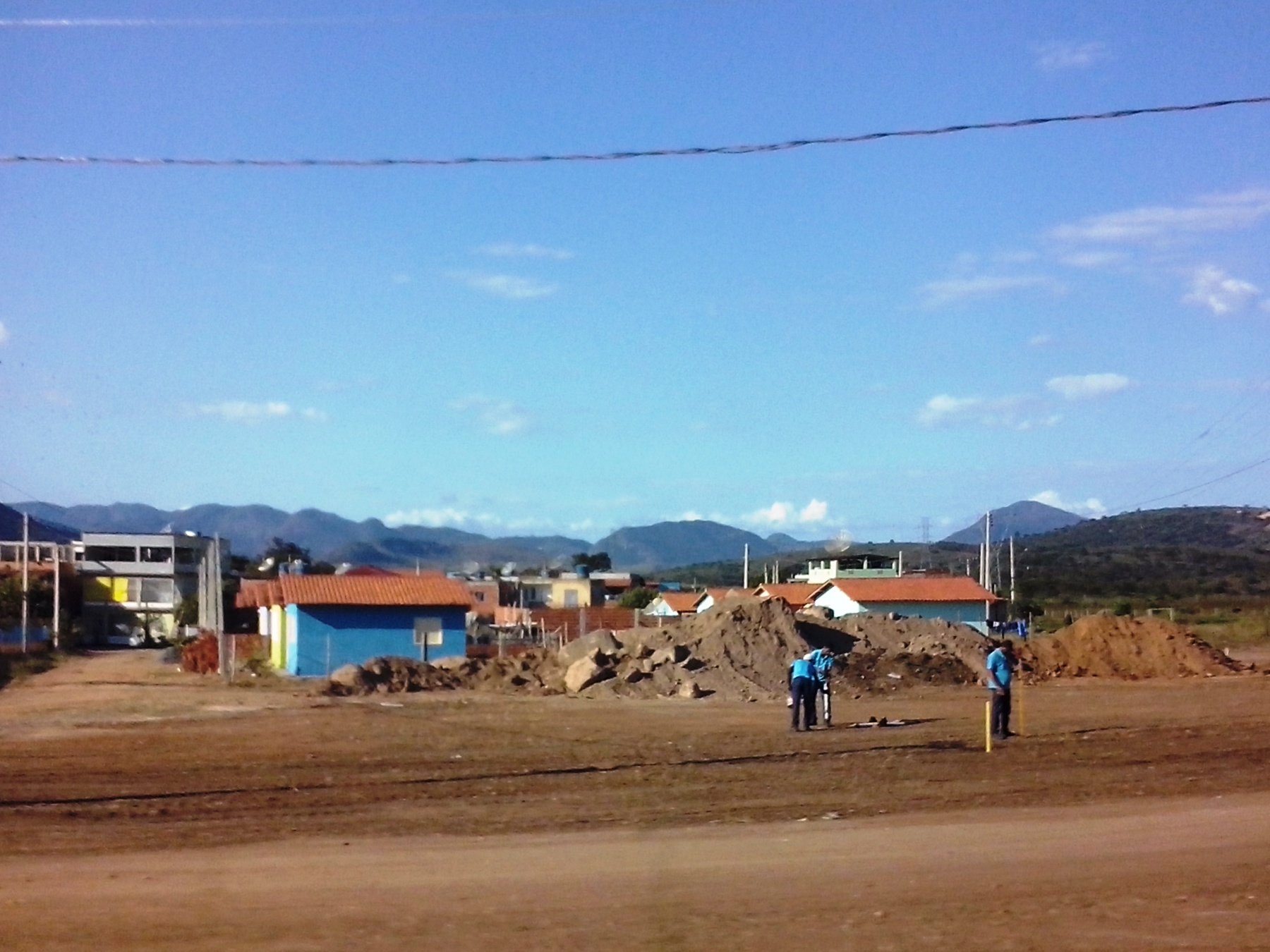
Casas populares na região do bairro Valparaíso

A composição étnica do município foi bastante influenciada pela chegada de imigrantes oriundos de vários países da Europa entre os séculos XIX e XX, em especial italianos. Em 2010, segundo dados do censo do IBGE daquele ano, a população guanduense era composta por 11 827 brancos (40,67%); 1 970 negros (6,77%); 107  amarelos (0,37%); 15 148 pardos (52,09%); 25 indígenas (0,09%); e quatro sem declaração. Considerando-se a região de nascimento, 28 457 eram nascidos na Região Sudeste (97,85%), 318 na Região Nordeste (1,09%), 69 no Norte (0,24%), 31 no Centro-Oeste (0,11%) e 22 no Sul (0,08%). 22 425 habitantes eram naturais do estado de Espírito Santo (77,21%) e, desse total, 16 639 eram nascidos em Baixo Guandu (57,22%). Entre os 6 656 naturais de outras unidades da federação, Minas Gerais era o estado com maior presença, com 5 776 pessoas (19,86%), seguido pelo Rio de Janeiro, com 211 residentes (0,73%), e pela Bahia, com 188 habitantes residentes no município (0,65%).
O Índice de Desenvolvimento Humano Municipal (IDH-M) de Baixo Guandu é considerado alto pelo Programa das Nações Unidas para o Desenvolvimento (PNUD). Seu valor é de 0,702, sendo o 52º maior do estado capixaba. Considerando-se apenas o índice de educação o valor é de 0,670, o valor do índice de longevidade é de 0,811 e o de renda é de 0,637. De 2000 a 2010, a proporção de pessoas com renda domiciliar per capita de até meio salário mínimo reduziu em 47,7% e em 2010, 86,3% da população vivia acima da linha de pobreza, 9,0% encontrava-se na linha da pobreza e 4,8% estava abaixo e o coeficiente de Gini, que mede a desigualdade social, era de 0,491, sendo que 1,00 é o pior número e 0,00 é o melhor. A participação dos 20% da população mais rica da cidade no rendimento total municipal era de 52,0%, ou seja, 11,8 vezes superior à dos 20% mais pobres, que era de 4,4%.
De acordo com dados do censo de 2010 realizado pelo IBGE, a população de Baixo Guandu está composta por: 14 787 católicos (50,85%), 11 295 evangélicos (38,84%), 2 335 pessoas sem religião (8,03%), 28 espíritas (0,10%) e 2,18% estão divididas entre outras religiões. Segundo divisão feita pela Igreja Católica, o município está situado na Diocese de Colatina, que foi criada em 23 de abril de 1990. A cidade faz parte da Área Pastoral Linha Ita, que se subdivide em seis paróquias, sendo que a Paróquia São Pedro corresponde a Baixo Guandu. Suas origens estão bastante ligadas à história do catolicismo no município. Em 1887, foi construída a primeira capela, na atual Praça Getúlio Vargas, sendo que em 1917, a comunidade passou a fazer parte da então Paróquia de Colatina, vindo a ser elevada à categoria de paróquia em 26 de junho de 1937. Em 1942, é construída a Igreja Matriz de São Pedro, que atualmente é o principal templo religioso da cidade e sede da Paróquia São Pedro, além de um referente marco arquitetônico.

## Política e administração

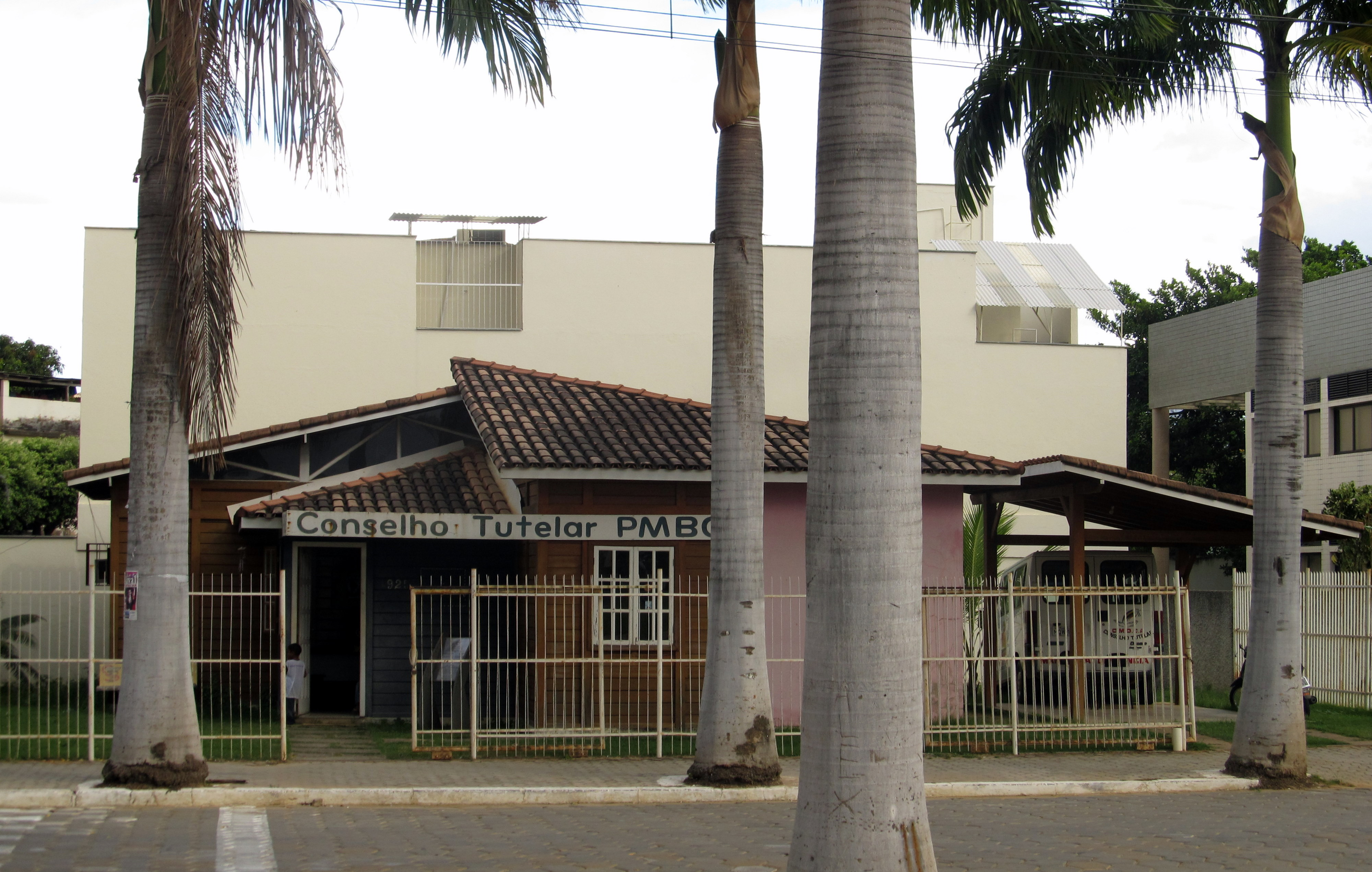
Conselho Tutelar de Baixo Guandu

A administração municipal se dá pelos Poderes Executivo e Legislativo. O Executivo é exercido pelo prefeito, auxiliado pelo seu gabinete de secretários. O atual prefeito é Lastênio Luiz Cardoso, do Movimento Democrático Brasileiro (MDB), que foi reeleito nas eleições municipais de 2024, com 53,44% dos votos válidos, ao lado de Dr. Patrick Favarato Perutti como vice-prefeito. O Poder Legislativo, por sua vez, é constituído pela câmara municipal, composta por onze vereadores. Cabe à casa elaborar e votar leis fundamentais à administração e ao Executivo, especialmente o orçamento participativo (Lei de diretrizes orçamentárias).
Em complementação ao processo Legislativo e ao trabalho das secretarias, existem também conselhos municipais em atividade, entre os quais dos direitos da criança e do adolescente, criado em 2009, tutelar (2009), direitos do idoso (2006) e de políticas para mulheres (2008). Baixo Guandu se rege por sua lei orgânica, que foi promulgada em 5 de abril de 1990, e abriga uma comarca do Poder Judiciário estadual, de segunda entrância. O município possuía, em janeiro de 2017, 22 126 eleitores, de acordo com o Tribunal Superior Eleitoral (TSE), o que representa 0,813% do eleitorado capixaba.

## Subdivisões
Administrativamente, o município é subdividido em quatro distritos, além da sede, sendo eles Alto Mutum Preto, Ibituba, Quilômetro 14 do Mutum e Vila Nova do Bananal. O distrito-sede era o mais populoso, reunindo 25 362 habitantes no ano de 2022, segundo o IBGE, seguido por Ibituba, com 1 702 pessoas. A cidade também se divide em 15 bairros oficiais, segundo a prefeitura em 2013, sendo eles: Alto Guandu, Centro, Industrial, Mauá, Operário, Residencial Ricardo Holz, Rosário I, Rosário II, Santa Mônica, São José, São Pedro, São Vicente, Sapucaia, Val Paraíso e Vila Kennedy.
| Distrito                     | Código IBGE | Habitantes (2022) | Domicílios particulares (2022) |                  |           |       |     |
| ---------------------------- | ----------- | ----------------- | ------------------------------ | ---------------- | --------- | ----- | --- |
| Distrito                     | Código IBGE | Habitantes (2022) | Domicílios particulares (2022) | Alto Mutum Preto | 320080510 | 1 637 | 575 |
| Baixo Guandu (distrito-sede) | 320080505   | 25 362            | 9 438                          |                  |           |       |     |
| Ibituba                      | 320080515   | 1 702             | 631                            |                  |           |       |     |
| Quilômetro 14 do Mutum       | 320080520   | 897               | 370                            |                  |           |       |     |
| Vila Nova do Bananal         | 320080525   | 1 076             | 390                            |                  |           |       |     |

## Economia
O Produto Interno Bruto (PIB) de Baixo Guandu é o 27º maior do estado do Espírito Santo, destacando-se na área de prestação de serviços. De acordo com dados do IBGE, relativos a 2011, o PIB do município era de R$ 308 440 mil. 17 991 mil reais eram de impostos sobre produtos líquidos de subsídios a preços correntes e o PIB per capita era de R$ 10 570,97. Em 2010, 64,92% da população maior de 18 anos era economicamente ativa, enquanto que a taxa de desocupação era de 7,58%.
Salários juntamente com outras remunerações somavam 52 422 mil reais e o salário médio mensal de todo município era de 1,8 salários mínimos. Havia 685 unidades locais e 672 empresas atuantes, além da presença de 4 agências de instituições financeiras, segundo o IBGE em 2012. Em 2010, 67,64% das residências sobreviviam com menos de salário mínimo mensal por morador (6 323 domicílios), 25,08% sobreviviam com entre um e três salários mínimos para cada pessoa (2 345 domicílios), 2,74% recebiam entre três e cinco salários (256 domicílios), 1,39% tinham rendimento mensal acima de cinco salários mínimos (130 domicílios) e 3,16% não tinham rendimento (295 domicílios).
Setor primário
| Produção de cana-de-açúcar, milho e mandioca (2011) | Produção de cana-de-açúcar, milho e mandioca (2011) | Produção de cana-de-açúcar, milho e mandioca (2011) |
| --------------------------------------------------- | --------------------------------------------------- | --------------------------------------------------- |
| Produto                                             | Área colhida (hectares)                             | Produção (tonelada)                                 |
| Cana-de-açúcar                                      | 60                                                  | 3 600                                               |
| Milho                                               | 500                                                 | 1 200                                               |
| Mandioca                                            | 15                                                  | 900                                                 |

A pecuária e a agricultura representam o setor menos relevante na economia de Baixo Guandu. Em 2011, de todo o PIB da cidade, 50 024 mil reais era o valor adicionado bruto da agropecuária, enquanto que em 2010, 24,96% da população economicamente ativa do município estava ocupada no setor. Segundo o IBGE, em 2011, o município contava com cerca de 51 675 bovinos, 1 250 equinos, 15 asininos, 400 muares, 2 655 suínos, 359 caprinos e 550 ovinos. Havia 22 050 aves, dentre estas 9 700 eram galos, frangas, frangos e pintinhos e 12 350 galinhas, sendo que destas foram produzidas 57 mil dúzias de ovos de galinha. 13 050 vacas foram ordenhadas, das quais foram produzidos 13 500 mil litros de leite. Também foram produzidos 180 quilos de mel de abelha. Ainda há presença da piscicultura nos rios do município.
Na lavoura temporária são produzidos principalmente a cana-de-açúcar (3 600 toneladas produzidas e 60 hectares cultivados), o milho (1 200 toneladas produzidas e 500 hectares plantados) e a mandioca (120 toneladas rendidas e 15 hectares cultivados), além do tomate (800 toneladas produzidas e 10 hectares cultivados), arroz (175 toneladas produzidas e 50 hectares cultivados) e feijão (170 toneladas rendidas e 200 hectares cultivados). Já na lavoura permanente destacam-se o café (7 320 toneladas produzidas e 6 200 hectares colhidos), o coco (1 215 toneladas produzidas e 90 hectares colhidos) e a banana (400 toneladas produzidas e 40 hectares colhidos), sendo cultivados ainda cacau, goiaba, laranja e manga.
Setores secundário e terciário

Avenida Carlos Medeiros, centro de Baixo Guandu, onde se concentra parte do movimento comercial

A indústria, em 2011, era o segundo setor mais relevante para a economia do município. 64 698 reais do PIB municipal eram do valor adicionado bruto do setor secundário. As principais indústrias guanduenses estão relacionadas ao açúcar, café, embalagens de material plástico, segmentos de temperos e condimentos, calcário e mármore. Segundo estatísticas do ano de 2010, 4,23% dos trabalhadores de Baixo Guandu estavam ocupados no setor industrial extrativo e 7,26% na indústria de transformação.
O desenvolvimento industrial vem sendo incentivado pelo governo municipal que, em parceria com o Governo Federal e a Federação das Indústrias do Espírito Santo (FINDES), oferece cursos de qualificação e capacitação técnica, auxiliando na formação de mão de obra especializada. Também vem sendo estudada a implantação de uma unidade do Serviço Nacional de Aprendizagem Industrial (SENAI) no município.
O comércio sempre foi uma das principais fontes de renda da cidade e se vê fortalecido desde a época da chegada da Estrada de Ferro Vitória a Minas (EFVM), sendo que, juntamente com o setor de prestação de serviços, foi um dos responsáveis pelo desenvolvimento social e econômico observado nos últimos anos. Há uma considerável presença de micro e pequenas empresas. Em 2010, 10,36% da população ocupada estava empregada no setor de construção, 1,82% nos setores de utilidade pública, 12,89% no comércio e 32,71% no setor de serviços e em 2011, 175 727 reais do PIB municipal eram do valor adicionado bruto do setor terciário.

## Infraestrutura

### Habitação e criminalidade

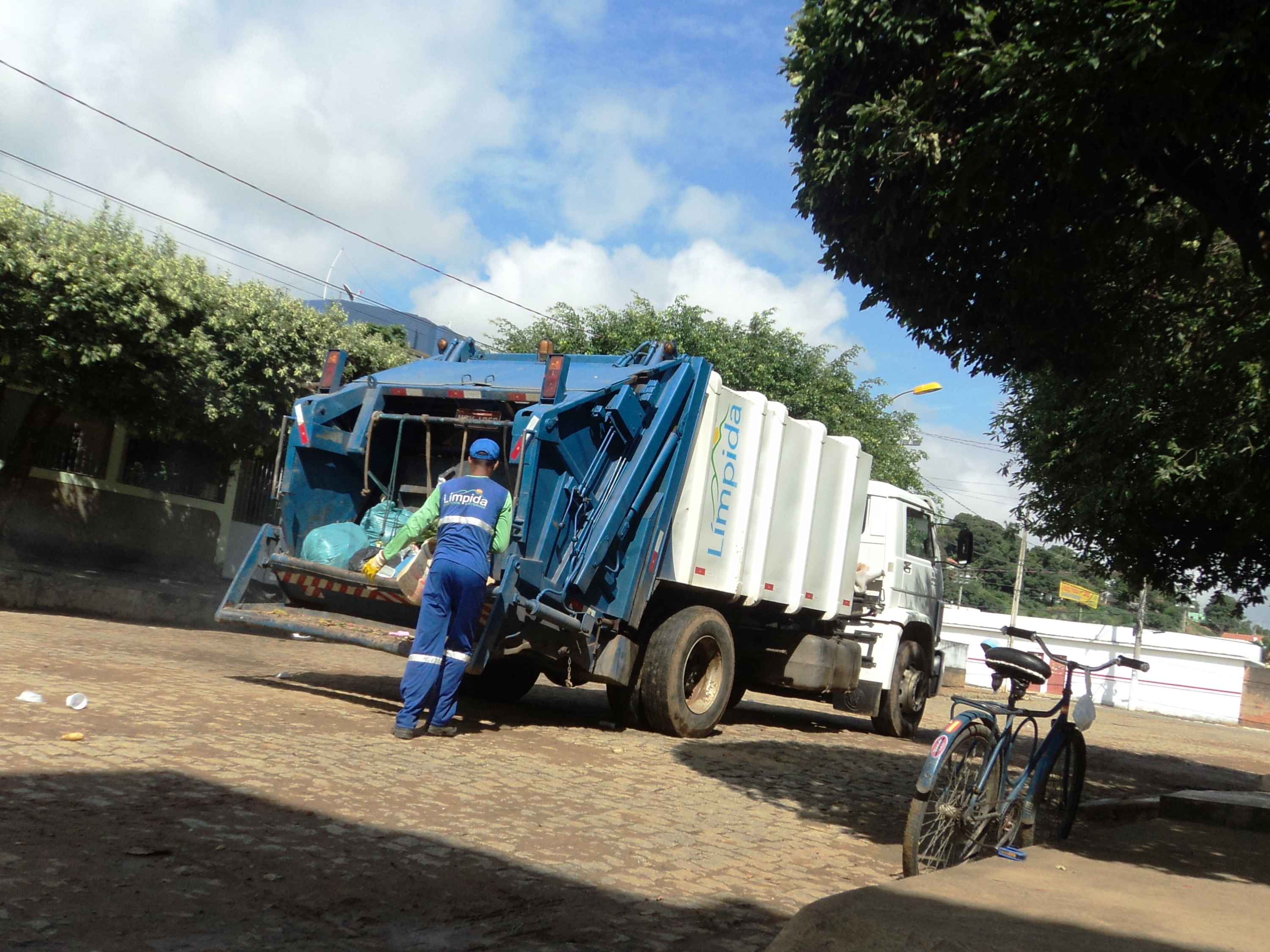
Caminhão do serviço de coleta de lixo de Baixo Guandu

No ano de 2010, a cidade tinha 9 329 domicílios particulares permanentes. Desse total, 8 707 eram casas, 21 eram casas de vila ou condomínios, 595 eram apartamentos e 26 eram habitações em cortiços. Do total de domicílios, 6 038 são imóveis próprios (5 779 próprios já quitados e 259 em aquisição); 1 721 foram alugados; 1 574 foram cedidos (734 cedidos por empregador e 840 cedidos de outra forma) e 38 foram ocupados de outra maneira. Parte dessas residências contava com água tratada, energia elétrica, esgoto, limpeza urbana, telefonia fixa e telefonia celular. 7 529 domicílios eram atendidos pela rede geral de abastecimento de água (80,70% do total); 9 214 (98,76%) possuíam banheiros para uso exclusivo das residências; 7 530 (80,71% deles) eram atendidos por algum tipo de serviço de coleta de lixo (seja pela prefeitura ou não); e 9 323 (99,93%) possuíam abastecimento de energia elétrica.
Como na maioria dos municípios médios e grandes brasileiros, a criminalidade ainda é um problema em Baixo Guandu. Em 2011, a taxa de homicídios no município foi de 26,9 para cada 100 mil habitantes, ficando no 29º lugar a nível estadual e no 594º lugar a nível nacional. O índice de suicídios naquele ano para cada 100 mil habitantes foi de 2,2, sendo o 52º a nível estadual e o 2092º a nível nacional. Já em relação à taxa de óbitos por acidentes de transito, o índice foi de 14,6 para cada 100 mil habitantes, ficando no 54º a nível estadual e no 1582º lugar a nível nacional.

### Saúde e educação

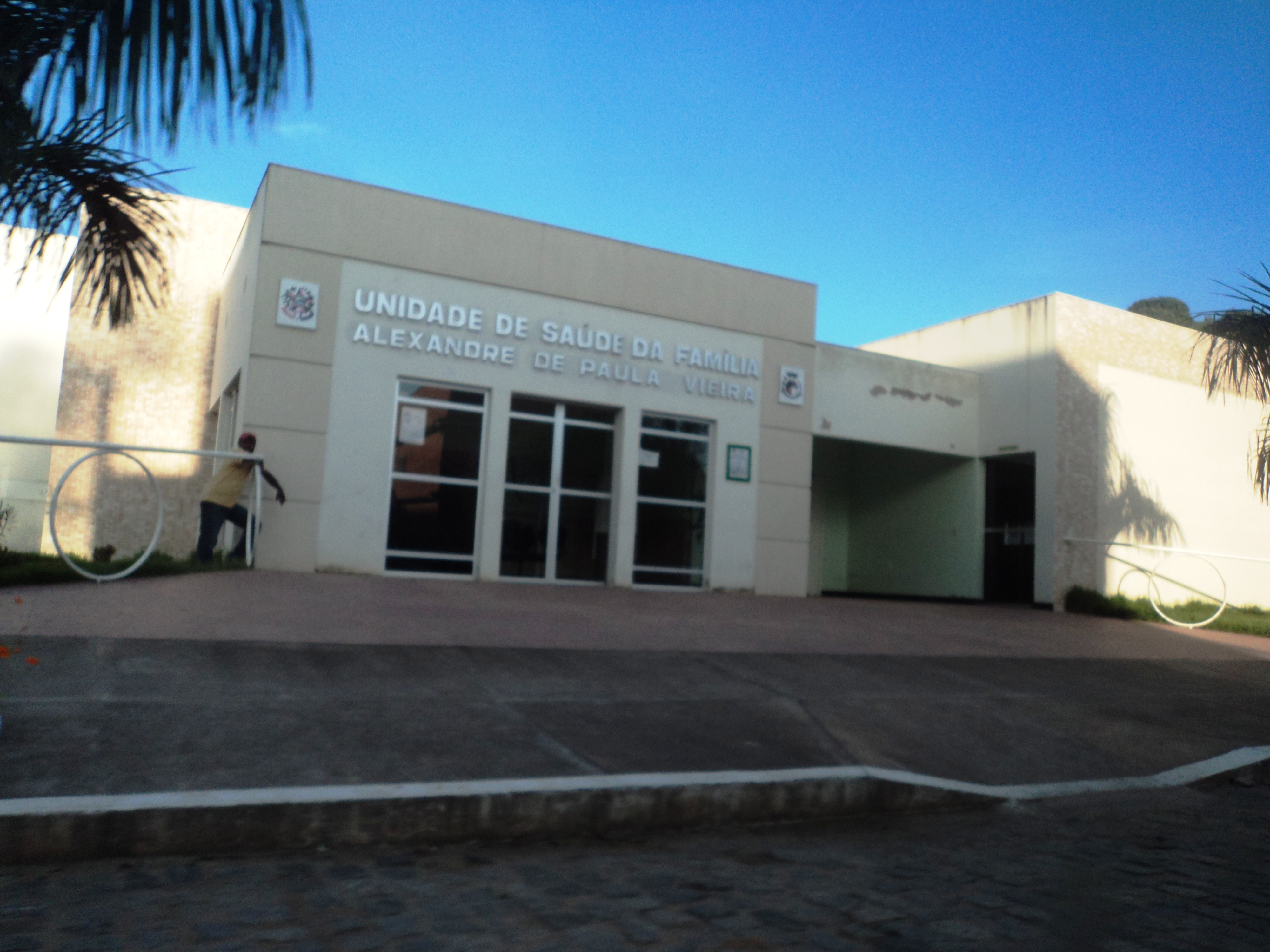
Unidade de Saúde da Família Alexandre de Paula Vieira

Em 2009, o município possuía 20 estabelecimentos de saúde entre hospitais, pronto-socorros, postos de saúde e serviços odontológicos, sendo que 17 unidades de saúde eram públicas e três privadas. Três estabelecimentos faziam parte do Sistema Único de Saúde (SUS) e no total existem 150 leitos para internação. Em 2012, 98,8% das crianças menores de 1 ano estavam com a carteira de vacinação em dia. Em 2010 foram registrados 391 nascidos vivos, sendo que o índice de mortalidade infantil a cada mil crianças menores de cinco anos de idade era de 12,8. Em 2010, 5,69% das adolescentes de 10 a 17 anos tiveram filhos (todas acima dos 14 anos) e a taxa de atividade em meninas entre 10 e 14 anos era de 8,19%. Em 2012, 0,5% das 4 969 crianças pesadas pelo Programa Saúde da Família estavam desnutridos.
Na área da educação, o Índice de Desenvolvimento da Educação Básica (IDEB) médio entre as escolas públicas de Baixo Guandu era, no ano de 2011, de 4,9 (numa escala de avaliação que vai de nota 1 à 10), sendo que a nota obtida por alunos do 5º ano (antiga 4ª série) foi de 5,1 e do 9º ano (antiga 8ª série) foi de 4,2; o valor das escolas públicas de todo o Brasil era de 4,0. Em 2010, 2,81% das crianças com faixa etária entre seis e quatorze anos não estavam cursando o ensino fundamental. A taxa de conclusão, entre jovens de 15 a 17 anos, era de 71,7% e o percentual de alfabetização de jovens e adolescentes entre 15 e 24 anos era de 98,5%. A distorção idade-série entre alunos do ensino fundamental, ou seja, com com idade superior à recomendada, era de 9,2% para os anos iniciais e 15,9% nos anos finais e, no ensino médio, a defasagem chegava a 25,4%. Dentre os habitantes de 18 anos ou mais, 46,30% tinham completado o ensino fundamental e 30,11% o ensino médio, sendo que a população tinha em média 9,87 anos esperados de estudo.
Em 2010, de acordo com dados da amostra do censo demográfico, da população total, 7 820 habitantes frequentavam creches e/ou escolas. Desse total, 418 frequentavam creches, 665 estavam no ensino pré-escolar, 253 na classe de alfabetização, 117 na alfabetização de jovens e adultos, 4 196 no ensino fundamental, 1 282 no ensino médio, 211 na educação de jovens e adultos do ensino fundamental, 206 na educação de jovens e adultos do ensino médio, 106 na especialização de nível superior e 366 em cursos superiores de graduação. 21 261 pessoas não frequentavam unidades escolares, sendo que 3 031 nunca haviam frequentado e 18 230 haviam frequentado alguma vez. O município contava, em 2012, com 5 784 matrículas nas instituições de ensino da cidade, sendo que dentre as 41 escolas que ofereciam ensino fundamental, 18 pertenciam à rede pública estadual, 21 à rede municipal e duas às redes privadas. Dentre as quatro escolas que forneciam o ensino médio, três pertenciam à rede estadual e uma à rede privada.
| Ensino pré-escolar | 737   | 74  | 25 |
| Ensino fundamental | 4 065 | 280 | 41 |
| Ensino médio       | 982   | 67  | 4  |

### Serviços e comunicação

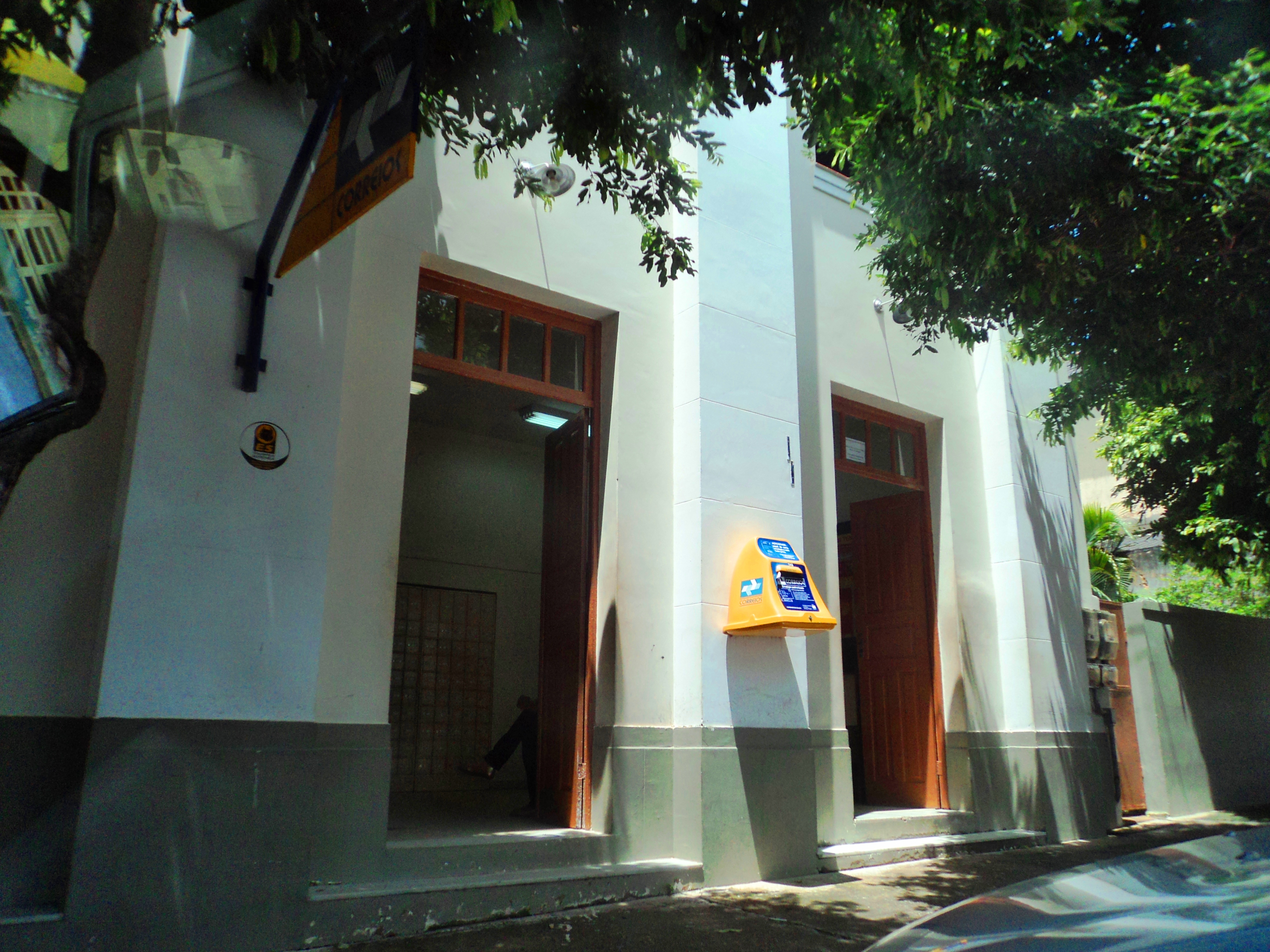
Agência dos Correios em Baixo Guandu

O serviço de abastecimento de energia elétrica do município é feito pela Espírito Santo Centrais Elétricas S.A. (Escelsa). A empresa atua ainda em outros 69 municípios do estado do Espírito Santo. O serviço de abastecimento de água e coleta de esgoto da cidade são feitos pelo Serviço Autônomo de Água e Esgoto (SAAE) guanduense, sendo que a cidade foi a primeira do Brasil a receber fluoretação da água para abastecimento público, em outubro de 1953.
O código de área (DDD) de Baixo Guandu é 027 e o Código de Endereçamento Postal (CEP) vai de 29730-000 a 29744-999. No dia 1º de setembro de 2008 o município passou a ser servido pela portabilidade, juntamente com outros municípios com o mesmo DDD. A portabilidade é um serviço que possibilita a troca da operadora sem a necessidade de se trocar o número do aparelho.

### Transportes

Estação Ferroviária de Baixo Guandu, inaugurada em 1910.

Desde o começo do século XX, Baixo Guandu conta com transporte ferroviário da Estrada de Ferro Vitória a Minas (EFVM), tendo saídas diárias ligando Belo Horizonte a Vitória. A estação ferroviária da cidade foi inaugurada em 1º de junho de 1910, sendo que hoje a EFVM é a via de viagem mais barata e segura possível para as cidades que contam com estações.
A frota municipal no ano de 2012 era de 12 426 veículos, sendo 5 255 automóveis, 524 caminhões, 140 caminhões-tratores, 1 089 caminhonetes, 144 caminhonetas, 28 micro-ônibus, 4 017 motocicletas, 842 motonetas, 64 ônibus, 32 utilitários, cinco tratores de rodas e 286 classificados como outros tipos de veículos. A cidade possui transporte coletivo, que é de responsabilidade da Empresa Viação Guanduense Ltda. (Guantur). Duas rodovias passam por Baixo Guandu, sendo elas a BR-474 (que interliga o Espírito Santo, a região do Vale do Rio Doce, a Região Metropolitana do Vale do Aço e a Zona da Mata Mineira); a Rodovia Desembargador Lourival de Almeida (liga Baixo Guandu a Laranja da Terra); a ES-446 (liga Baixo Guandu à Rodovia Isidoro Binda e, posteriormente, a Itaguaçu, Colatina e ao litoral); e a Rodovia Pedro Nolasco (principal ligação de Baixo Guandu a Colatina, à BR-101 e ao litoral).
Também possui um pequeno aeródromo, o Aeroporto de Baixo Guandu/Aimorés, que situa-se em Baixo Guandu, próximo à divisa com Aimorés, mas é administrado pela prefeitura das duas cidades. Foi construído entre 1967 e 1968 e está restrito para operação de aeronaves de pequeno porte e em voo livre, mas especula-se uma reforma no aeroporto, que deverá contar com pátio com gates e parkim para aviões de pequeno e médio porte.

## Cultura

### Manifestações culturais

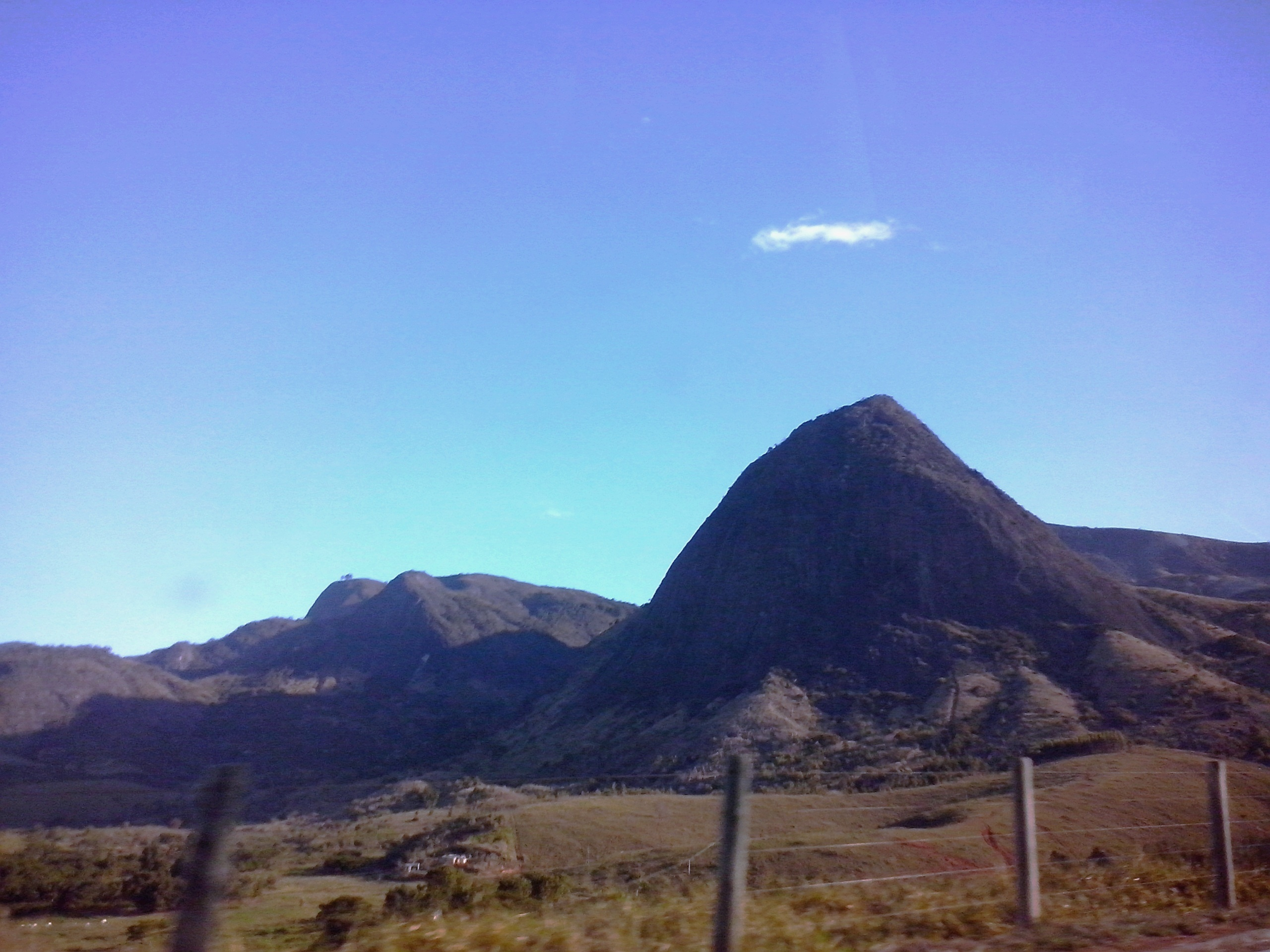
Morros e fazendas na zona rural do município

Para estimular o desenvolvimento socioeconômico local, a prefeitura de Baixo Guandu, juntamente ou não com instituições locais, passou a investir mais no segmento de festas e eventos. Os principais eventos são as comemorações do aniversário da cidade, em abril (com a realização de shows, exposições, espetáculos culturais, campeonatos esportivos e sorteios); o Rodeio de Baixo Guandu, em junho (organizado desde 2002, com a realização de shows e exposições); a festa de São Pedro, padroeiro municipal, em junho; as festas juninas, em junho ou julho; a ExpoGuandu, em setembro ou outubro (com shows, feiras de artesanato, concursos e expositores de animais e produtos agrícolas); as comemorações do dia das crianças, em 12 de outubro; e as celebrações de Natal e Reveillon, em dezembro.
O artesanato também é uma das formas mais espontâneas da expressão cultural guanduense. Há associações que reúnem artesãos da região, disponibilizando espaço para confecção, exposição e venda dos produtos artesanais. Normalmente essas peças são vendidas em feiras, exposições ou lojas de artesanato, sendo que por vezes o artesanato municipal é destaque em feiras e exposições com relevância nacional. Segundo o IBGE, as principais atividades artesanais desenvolvidas em Baixo Guandu eram o bordado, trabalhos com argila e construção de produtos envolvendo material reciclável.

### Instituições e atrativos
A chamada Secretaria de Esporte e Lazer é o órgão em complementação ao processo legislativo que versa o setor cultural do município. Dentre os espaços culturais, destaca-se a existência de uma biblioteca pública e dois estádios ou ginásios poliesportivos, segundo o IBGE em 2005. Também há presença de bandas e grupos de capoeira.
Baixo Guandu faz parte da Região Turística Doce Pontões Capixaba, que foi criada em 2009 pela Secretaria de Turismo do Espírito Santo com o objetivo de estimular as manifestações culturais e o turismo ecológico na região das cidades integrantes. Os principais atrativos naturais guanduenses são as cachoeiras, situadas na zona rural, e as pedras e montanhas, cujo relevo favorece escaladas e saltos.
No ano de 2006, a cidade tombou o Edifício Madame Albertina Holz, importante edifício do início do século XX, localizado no município de estilo eclético com elementos de neoclássico. Apesar do tombamento, que pretendia a conversação do imóvel e a conversão do mesmo em um museu com biblioteca, o local encontra-se abandonado, sendo um importante pedaço da história da cidade e de seu desenvolvimento.

### Feriados
Em Baixo Guandu há três feriados municipais e oito feriados nacionais, além dos pontos facultativos. Os feriados são o dia do aniversário da cidade, comemorado em 10 de abril; o dia de Corpus Christi, celebrado em data móvel em maio ou junho; e o dia de São Pedro, padroeiro municipal, em 29 de junho. De acordo com a lei federal nº 9.093, aprovada em 12 de setembro de 1995, os municípios podem ter no máximo quatro feriados municipais com âmbito religioso, já incluída a Sexta-Feira Santa.